# Señús
Señús es una localidad española, hoy día despoblada, del municipio de Cabó, perteneciente a la provincia de Lérida, en la comunidad autónoma de Cataluña.

## Toponimia
El nombre del lugar puede encontrarse referido con las grafías Señús y Senyús.

## Historia
Hacia mediados del siglo XIX, el lugar, ya por entonces perteneciente a Cabó, tenía contabilizada una población de 41 habitantes. Aparece descrito en el decimocuarto volumen del Diccionario geográfico-estadístico-histórico de España y sus posesiones de Ultramar de Pascual Madoz de la siguiente manera:

SEÑUS: ald. en la prov. de Lérida (19 leg.), part. jud. y dióc. de Seo de Urgel (6), aud. terr. y c. g. de Barcelona (25), ayunt. de Cabó. sit. en el alto de una sierra; su clima es frio, pero sano. Tiene 7 casas; igl. aneja de Cabó, y buenas aguas potables. Confina N. y E. valle de Cabó; S. Sellent y Montanisell, y O. la montaña de Boumort. El terreno es de mala calidad y de secano. Los caminos dirigen a Cabó, Seo de Urgel y Orgaña, de cuyo último punto recibe la correspondencia. prod.: trigo, legumbres y patatas; cria ganado lanar, cabrío y de cerda, y caza de perdices, liebres y conejos. pobl.: 10 vec., 41 alm. cap. imp.: 6,252 rs. contr. 625 rs. 7 mrs.
(Madoz, 1849, p. 175)

Hacia finales del siglo XIX su población ascendía a 61 habitantes. La localidad quedó despoblada hacia la década de 1970.